# Уссама Услаті
Уссама Услаті (араб. أسامة الوسلاتي; нар. 24 березня 1996) — туніський тхеквондист, бронзовий призер Олімпійських ігор 2016 року.

## Виступи на Олімпіадах
| Олімпіада           | Дисципліна | Місце |
| ------------------- | ---------- | ----- |
| Ріо-де-Жанейро 2016 | до 80 кг   | 3     |